# Music Man Sterling
Il Music Man Sterling è un basso elettrico prodotto dalla Music Man, introdotto sul mercato a partire dal 1993, che deve il suo nome a quello di Sterling Ball, figlio di Ernie Ball e capo dell'azienda californiana. È caratterizzato da una costruzione compatta e robusta, un massiccio ponte in acciaio temprato, con battipenna ovale asimmetrico e chiavette d'accordatura nella stessa disposizione 3+1 ereditata dallo StingRay, ormai tratto distintivo dei bassi Music Man.

## Caratteristiche
Lanciato nel 1993 in sostituzione del dismesso Sabre, lo Sterling riprende alcune caratteristiche dello storico StingRay, come la tipica disposizione delle chiavi d'accordatura 3+1 e la configurazione con un pick-up humbucker al ponte (H). A differenza dello StingRay, però, i magneti sono in ceramica, anziché in alnico, il peso è minore, la tastiera più stretta e con 22 tasti invece di 21. L'equalizzatore cromato attivo di bordo, poi, monta quattro potenziometri per volume, bassi, medi e alti e uno switch che consente di selezionare tre diverse combinazioni delle bobine. Anche lo Sterling, come lo StingRay, dal 2005 prevede l'ulteriore configurazione a doppio humbucker al ponte e al manico (HH), già vista sul vecchio Sabre e riproposta con il Bongo. È prodotto in California in sole due combinazioni di colore e materiali: rosso con battipenna bianco e tastiera in acero o blu con battipenna nero e tastiera in palissandro, mentre corpo e manico sono sempre rispettivamente in frassino e acero. Il manico è fissato al corpo con sistema bolt-on a cinque viti.
Ne è prodotta anche una versione a 5 corde, con identiche finiture e configurazioni.